# Hemicytherura bradyi
Hemicytherura bradyi är en kräftdjursart som först beskrevs av H.S. Puri 1960.  Hemicytherura bradyi ingår i släktet Hemicytherura och familjen Cytheruridae. Inga underarter finns listade i Catalogue of Life.